# Hazel McCallion
Hazel McCallion, el apellido de soltera es Journeaux, (14 de febrero de 1921-29 de enero de 2023) fue una política canadiense, quinto alcalde de Mississauga. Elegida en 1978, McCallion fue alcaldesa hasta 2014, lo que la convirtió en la persona con más años en el cargo en la historia de la ciudad.
McCallion fue elegida por primera vez en noviembre de 1978 y sirvió durante 36 años hasta el momento de su jubilación en 2014. Fue candidata exitosa en doce elecciones municipales, habiendo sido elegida dos veces por unanimidad y reelegida otras diez veces. Sus seguidores le dieron el apodo de "Huracán Hazel" (por el huracán Hazel de 1954 que tuvo un impacto considerable) debido a su estilo político abierto. Después de su mandato como alcaldesa, McCallion siguió siendo una figura pública activa, sirviendo como la primera canciller de Sheridan College, en la junta de la Autoridad del Aeropuerto del Gran Toronto y como asesora especial del gobierno de Ontario.

## Inicios y carrera
Hazel Journeaux nació el 14 de febrero de 1921 en Port Daniel, en la costa Gaspé de Quebec. Su padre, Herbert Armand Journeaux (1879-1944), era dueño de una empresa de pesca y conservas. Su madre, Amanda Maude Travers (1876-1955), era ama de casa y dirigía la granja familiar. La familia incluía dos hermanas mayores y dos hermanos mayores. Después de graduarse de la escuela secundaria de Quebec, asistió a la escuela de secretariado empresarial en la ciudad de Quebec y Montreal.
Jugó para un equipo profesional de hockey sobre hielo femenino mientras asistía a la escuela en Montreal. Comenzó a jugar al hockey a fines de la década de 1920 en la ciudad de Port Daniel, Quebec. Jugaba con sus dos hermanas y era delantera en su equipo. Más tarde jugó hockey por $5 por partido en Montreal. El equipo fue patrocinado por Kik Cola y formaba parte de una liga femenina de tres equipos. Ella quería asistir a la universidad, pero su familia no podía pagarla. Después de comenzar su carrera en Montreal con la empresa canadiense Kellogg's, fue transferida a Toronto en 1942, donde ayudó a establecer la oficina local. Dejó el mundo de los negocios en 1967 para dedicar su vida a la carrera política.

## Carrera política

### Primeros años
McCallion comenzó su carrera política en Streetsville (ahora parte de Mississauga). Su primera campaña fue en 1964 para el cargo de alcalde. No tuvo éxito y más tarde se consideró víctima de "trucos sucios". Después de haber sido nombrada presidenta de la Junta de Planificación de Streetsville, fue elegida jueza adjunta en las elecciones de 1967 y nombrada jueza en 1968. Fue elegida alcaldesa de Streetsville en 1970, sirviendo hasta 1973. La ciudad de Streetsville se fusionó con la ciudad de Mississauga y la ciudad de Port Credit para formar la ciudad de Mississauga a principios de 1974. McCallion abogó sin éxito por preservar Streetsville como un municipio separado. En las elecciones municipales de 1976, McCallion ganó su escaño en el consejo de Mississauga por unanimidad. Cuando fue elegida alcaldesa de Mississauga, había integrado prácticamente todos los comités de la región de Peel y la ciudad de Mississauga. También se había desempeñado en el ejecutivo de muchos comités y asociaciones federales y provinciales.

### Alcalde de Mississauga

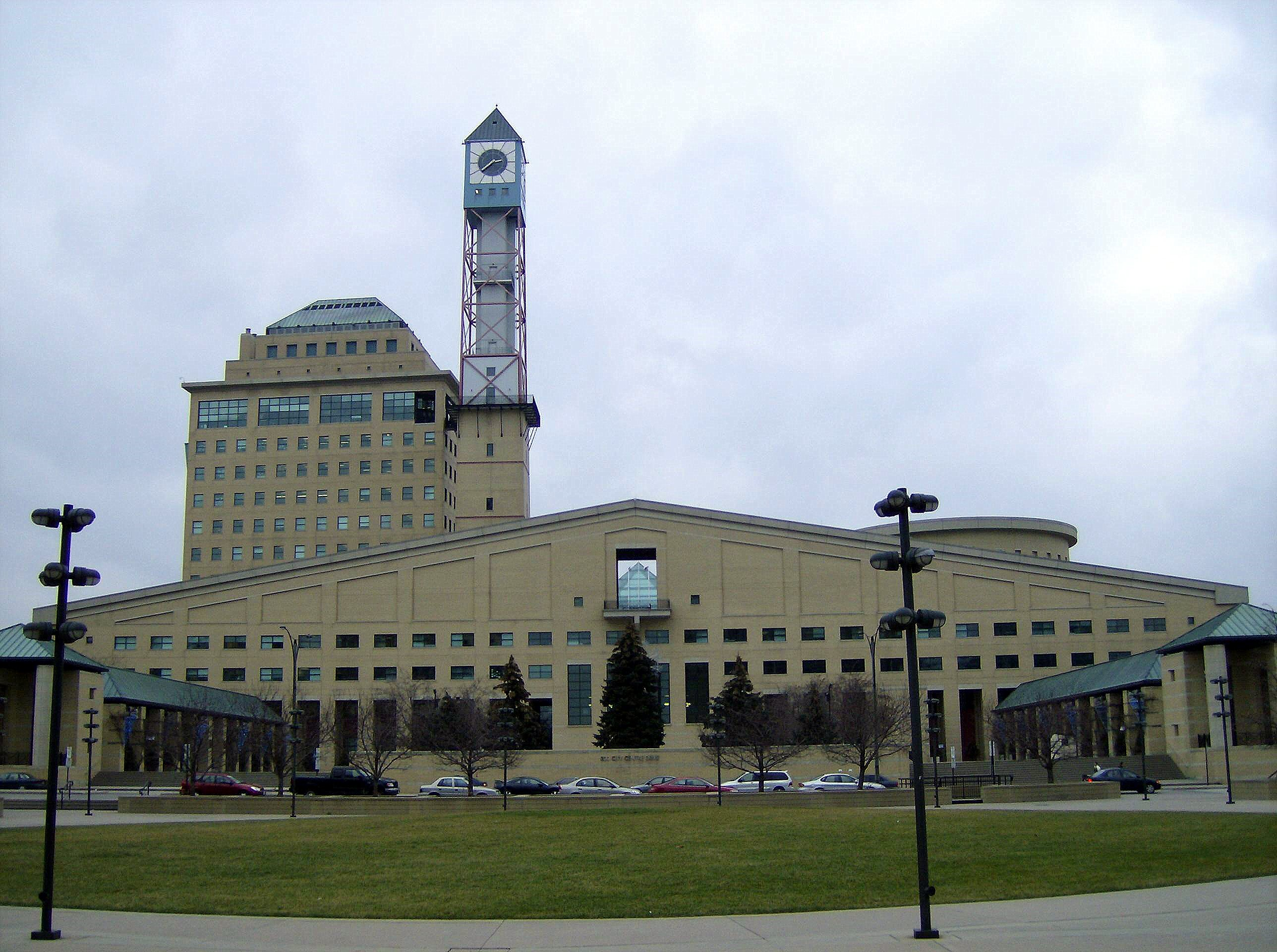
Ayuntamiento de Mississauga

McCallion fue elegida alcaldesa por primera vez en 1978, derrotando al popular titular Ron Searle por unos 3000 votos. Ella había estado en el cargo solo unos pocos meses cuando ocurrió el descarrilamiento del tren de Mississauga en 1979, en el que un tren Canadian Pacific, que transportaba productos químicos tóxicos, descarriló en un área densamente poblada cerca de Mavis Road. Se produjo una gran explosión y un incendio cuando se derramaron productos químicos peligrosos. McCallion, junto con la Policía Regional de Peel y otras autoridades gubernamentales, supervisó la evacuación de la ciudad. No hubo muertos ni heridos graves durante la emergencia de una semana, y Mississauga ganó renombre por la evacuación exitosa de sus entonces 200 000 residentes.
Durante los mandatos de McCallion en el cargo, Mississauga pasó de ser una pequeña colección de pueblos y aldeas a una de las ciudades más grandes de Canadá, y gran parte del crecimiento se produjo después de que la elección de 1976 del gobierno del Parti Québécois de René Lévesque provocó un éxodo de anglófonos y corporaciones de Montreal al área metropolitana de Toronto (GTA). La alta tasa de crecimiento de baja densidad llevó a que los críticos de planificación urbana apodaran a McCallion como "Reina de la expansión".
McCallion fue reelegida fácilmente a lo largo de su mandato como alcaldesa, sin que ningún retador serio estuviera cerca de derrocarla. Nunca hizo campaña durante las elecciones y se negó a aceptar donaciones políticas, sino que pidió a sus seguidores que donaran el dinero a obras de caridad. Su último mandato como alcaldesa, ganado en las elecciones de octubre de 2010, fue su duodécimo mandato consecutivo. Anunció durante su mandato final que no se postularía para la reelección en las elecciones municipales de 2014 y respaldó a la concejala y exdiputada federal Bonnie Crombie para reemplazarla como alcaldesa. Crombie derrotó al exconcejal de la ciudad, miembro del parlamento provincial y ministro del gabinete federal Steve Mahoney para ganar las elecciones municipales de 2014.
En 2012, McCallion fue la tercera persona mejor pagada de Canadá en el cargo de alcalde, con un salario de 187 057 dólares.
En un relato en primera persona para la revista canadiense Confidence Bound, McCallion acreditó que su fe le dio energía y dijo que todavía hacía sus propias tareas domésticas: «Las tareas del hogar y la jardinería son excelentes formas de ejercicio y te mantienen humilde». 
En su cumpleaños número 90 en 2011, McCallion fue evaluada por la Dra. Barbara Clive, geriatra, quien afirmó que «a los 90, su forma de andar es perfecta, su habla es totalmente aguda y tiene el impulso para seguir dirigiendo esta ciudad". Ella es la niña del cartel para las personas mayores».

### Acusaciones de conflicto de intereses
En 1982, McCallion fue declarada culpable por Tribunal Superior de Justicia de Ontario de un conflicto de intereses en una decisión de planificación, debido a que no se ausentó de una reunión del consejo sobre un asunto en el que tenía interés. En 1983, la Ley de Conflicto de Intereses Municipales le habría requerido dejar vacante su escaño y le prohibiría postularse para el siguiente mandato.
En 2009, McCallion fue el centro de atención de la opinión pública cuando se alegó que no tuvo un conflicto de intereses cuando asistía a reuniones relacionadas con la empresa de su hijo, World Class Developments Ltd. El 3 de octubre de 2011, el juez Douglas Cunningham dijo que McCallion "actuó en un 'conflicto de intereses real y aparente' mientras presionaba con fuerza por un acuerdo inmobiliario que podría haber puesto millones de dólares en el bolsillo de su hijo". El 14 de junio de 2013, se desestimaron los cargos en virtud de la Ley de Conflictos de Intereses Municipales ya que World Class Developments no tenía un interés financiero según lo definido en la Ley, y la solicitud también prescribió.

### Puntos de vista políticos
Si bien las preferencias de partido generalmente no se expresan en la política municipal canadiense, McCallion apoyó al Partido Liberal a nivel federal y provincial, y en 1982 se le pidió que considerara postularse para el liderazgo del Partido Liberal de Ontario. Respaldó a Kathleen Wynne en la convención de las elecciones de liderazgo del Partido Liberal de Ontario de 2013, y luego la respaldó a ella y a su partido en las elecciones provinciales de Ontario de 2014. Algunas veces se describía a McCallion como una conservadora con c minúscula. McCallion respaldó al líder liberal Justin Trudeau para las elecciones de 2015. También apareció en un destacado anuncio televisivo de los liberales federales durante los últimos días de las elecciones de 2015. En las elecciones provinciales de Ontario de 2018, McCallion respaldó al líder del PC, Doug Ford, quien se convirtió en primer ministro de Ontario.
En 2007, McCallion respondió a la negativa del gobierno federal de otorgar impuestos sobre bienes y servicios canadienses a las ciudades, una fuente de financiación solicitada durante mucho tiempo por muchos municipios de Canadá, al planificar un recargo del cinco por ciento en los impuestos a la propiedad en la ciudad. Ella logró que el ayuntamiento de Mississauga introdujera y aprobara el impuesto el mismo día. La mayor parte de la cobertura de los medios, así como el alcalde de Toronto, David Miller, señalaron que McCallion era posiblemente uno de los pocos alcaldes del país con el capital político para implementar tal estrategia.
McCallion fue uno de los primeros políticos canadienses en apoyar abiertamente la creación de un estado palestino. Dirigiéndose a la convención anual de la Federación Árabe Canadiense en 1983, argumentó que los asuntos palestinos habían sido distorsionados por los medios nacionales y fue citada diciendo: «Los palestinos necesitan, requieren y merecen un país propio. ¿Por qué no deberían conseguirlo?»

### Logros
McCallion estableció el Comité de Alcaldes de GTA en 1992. Reunió a los 30 alcaldes, agregando luego al presidente del Metropolitan Toronto y a los cuatro presidentes regionales para trabajar de manera cooperativa por la promoción económica del GTA. Desde 1992 hasta enero de 2000, el comité, presidido por McCallion, fue una voz fuerte en temas clave que afectan el futuro de GTA. Fue fundadora y copresidenta honoraria de Greater Toronto Marketing Alliance.
En 1996, McCallion fue designada miembro del panel "Quién hace qué". También fue nombrada para dos subpaneles: Evaluación y Reforma Tributaria de la Propiedad, y Servicios de Emergencia. Representó a la Asociación de Municipios de Ontario en el Comité de Transición de Electricidad del Ministerio de Electricidad, Ciencia y Tecnología.
McCallion fue la primera mujer en ocupar cargos tan importantes como presidenta de la Cámara de comercio de Streetsville y del Distrito, presidenta de la Asociación de Jóvenes Anglicanos de Canadá, alcaldesa de Streetsville y alcaldesa de Mississauga. Fue responsable de la formación de Hazel's Hope, una campaña para financiar la atención médica de los niños afectados por el sida y el VIH en el sur de África.
McCallion organizó una gala anual en Mississauga para recaudar dinero para las artes y la cultura en la ciudad.

### Hockey sobre hielo
En el Torneo Mundial de Hockey Femenino de 1987, el trofeo del campeonato se denominó Copa del Mundo Hazel McCallion. McCallion fue una vez miembro de la junta de la Liga Femenina de Hockey de Ontario Central y jugó un papel decisivo en la construcción del Hershey Center en Mississauga. Brindó asistencia al grupo de Don Cherry para traer una franquicia de la Liga de Hockey de Ontario a la ciudad en 1998, y fue fundamental para traer el Campeonato Mundial de Hockey Femenino de la IIHF a la ciudad en 2000.

## Carrera pospolítica

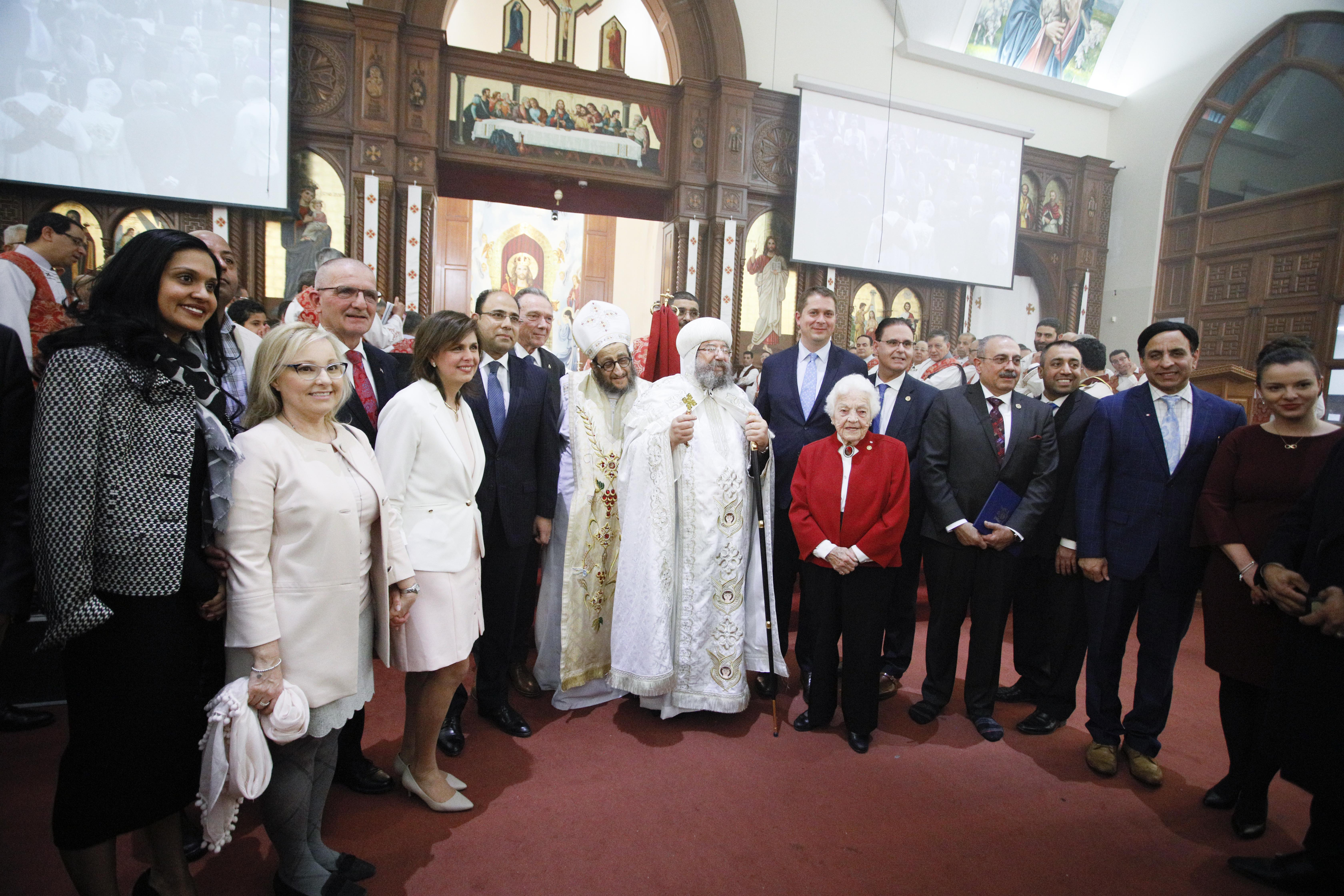
McCallion en la Iglesia de la Virgen María y San Atanasio en Mississauga en 2019.

En noviembre de 2015, McCallion fue nombrada directora general (CEO) de Revera Inc., para brindar asesoramiento a la empresa del sector de viviendas para personas mayores.
En septiembre de 2011, Sheridan College abrió las puertas de su campus Hazel McCallion en Mississauga, que se amplió considerablemente en 2018. Promoviendo sus lazos con la universidad, en 2016, McCallion fue nombrada la primera canciller de Sheridan, como parte de su intento por alcanzar el estatus universitario. En febrero de 2015, McCallion se convirtió en asesora especial de la Universidad de Toronto Mississauga (UTM), el campus de Mississauga de la Universidad de Toronto, brindando asesoramiento en asuntos relacionados con el desarrollo estratégico de la escuela.
En 2017, McCallion fue nombrada miembro de la junta de la Autoridad Aeroportuaria del Gran Toronto, cargo para el que aceptó una renovación por tres años en abril de 2022. En enero de 2019, el primer ministro de Ontario, Doug Ford, nombró a McCallion como asesora especial. Poco después dijo que quería más detalles antes de aceptar o rechazar, pero luego decidió rechazar la oferta de trabajo. En octubre de 2022, el primer ministro Ford nombró a McCallion jefa del grupo asesor del Greenbelt Council. En enero de 2023, respaldó su plan para sacar áreas protegidas del Greenbelt para el desarrollo de viviendas, calificándolo de "valiente".

## Vida privada
Journeaux conoció a su futuro esposo, Sam McCallion (1923-1997), en una congregación de la Iglesia Anglicana en Toronto en 1951; se casaron el 29 de septiembre de ese año. Como regalo de matrimonio de los suegros de McCallion, los recién casados recibieron un terreno cerca del pueblo de Streetsville, al que se mudaron en diciembre de 1951. La pareja tuvo tres hijos y estuvieron casados hasta la muerte de Sam McCallion de enfermedad de Alzheimer en 1997.
Como voluntaria, McCallion también se desempeñó como presidenta de la Asociación de Jóvenes Anglicanos de Canadá y luego brindó liderazgo como comisionada de distrito con las Guías de Niñas de Canadá a principios de la década de 1960. Antes de ingresar a la política, ella y su esposo fundaron The Streetsville Booster en 1964.

### Muerte y funeral de estado
McCallion murió de cáncer de páncreas en su casa el 29 de enero de 2023, a los 101 años. Se planea un Funeral de Estado para McCallion el 14 de febrero de 2023, en lo que habría sido su 102 cumpleaños. Su cuerpo reposará en el Centro Cívico de Mississauga durante dos días, antes de su funeral en el Paramount Fine Foods Center.

## Reconocimiento
En 2016, el 14 de febrero pasó a llamarse Día de Hazel McCallion en todo Ontario en honor a su cumpleaños.

### Honores
Se le han conferido los siguientes honores:
- 1999: Cruz de la Orden del Mérito de la República Federal de Alemania por su papel en traer empresas alemanas a Canadá.[2][62]
- 2002: Versión canadiense de la Medalla del Jubileo de Oro de la Reina Isabel II.[63]
- 2003: Premio al Liderazgo en el Servicio Público del Consejo Internacional de Desarrollo Económico.[62][64]
- 2005: Finalista del Premio Alcalde del Mundo, detrás de Dora Bakoyianni de Atenas.[65]
- 2005: Miembro de la Orden de Canadá (CM).[66][67]
- 2007: Premio del presidente de Professional Engineers Ontario.[68]
- 2010: Doctorado Honoris Causa en Derecho por la Universidad de Toronto.[69]
- 2012: Shahid Rassam dio a conocer un retrato de McCallion en apoyo de la Fundación SickKids.[70]
- 2012: Versión canadiense de la Medalla del jubileo de diamante de la reina Isabel II.[71]
- 2014: Orden del Sol Naciente, 4.ª clase, rayos dorados con roseta, por su apoyo a las empresas japonesas en Mississauga y la promoción de las relaciones entre Canadá y Japón.[72]
- 2017: Llave de la Ciudad de Mississauga.[73]
- 2021: Anunciada como designada de 2020 para la Orden de Ontario (OOnt).[74]

### Epónimos
En su honor se han nombrado los siguientes:
- Escuela pública superior Hazel McCallion[75]
- Centro de Aprendizaje Académico Hazel McCallion, Universidad de Toronto Mississauga[76]
- Centro Hazel McCallion para la Salud del Corazón, Hospital de Mississauga[66]
- Campus Hazel McCallion, Universidad de Sheridan[77][78]
- Desfile del día de Canadá Hazel McCallion, Port Credit[79]
- Liga de softbol femenino Mississauga McCallion, establecida en 1980[80]
- Hazel McCallion Biblioteca Central del Sistema de Bibliotecas de Mississauga, renombrada en su honor antes de su cumpleaños número 100 en 2021[81]
- Hazel McCallion Line, anteriormente conocida como Hurontario LRT, es un proyecto de tránsito de tren ligero que se extiende desde Mississauga hasta Brampton.[82]
- Subestación municipal Hazel McCallion de Alectra Utilities, en Streetsville, nombrada en 2008 por su predecesor Enersource[83]